# Zdeněk Vávra (politik)
Zdeněk Vávra (20. listopadu 1920 – ???) byl český a československý politik Komunistické strany Československa, poúnorový poslanec Národního shromáždění ČSR a Národního shromáždění ČSSR a poslanec Sněmovny národů Federálního shromáždění a České národní rady v době normalizace.

## Biografie
Ve volbách roku 1954 byl zvolen za KSČ do Národního shromáždění ve volebním obvodu Prostějov II. Mandát obhájil ve volbách v roce 1960 (nyní již jako poslanec Národního shromáždění ČSSR za Jihomoravský kraj). V Národním shromáždění zasedal až do konce jeho funkčního období, tedy do voleb v roce 1964.
K roku 1954 se profesně uvádí jako ředitel Hanáckých železáren.
Po federalizaci Československa za normalizace se do nejvyššího zákonodárného sboru státu vrátil. Po volbách v roce 1971 usedl do Sněmovny národů Federálního shromáždění (Jihomoravský kraj). Ve federálním parlamentu setrval do konce volebního období, tedy do voleb v roce 1976. Ve volbách roku 1976 se stal poslancem České národní rady. V ní zasedal do konce jejího funkčního období, tedy do voleb roku 1981. K roku 1971 se uvádí jako dosavadní předseda Krajského národního výboru Jihomoravského kraje.